# Elachertus sylvarum
Elachertus sylvarum är en stekelart som beskrevs av Graham 1983. Elachertus sylvarum ingår i släktet Elachertus och familjen finglanssteklar.
Artens utbredningsområde är Madeira. Inga underarter finns listade i Catalogue of Life.